# سيسيل فيلدر
سيسيل فيلدر (بالإنجليزية: Cecil Fielder)‏ هو لاعب كرة قاعدة أمريكي، ولد في 21 سبتمبر 1963 في لوس أنجلوس في الولايات المتحدة.

## وصلات خارجية
- سيسيل فيلدر على موقع الدوري الياباني لكرة القاعدة (الإنجليزية)
- سيسيل فيلدر على موقعبيزبول رفرنس.كوم (الدوري الرئيسي) (الإنجليزية)
- سيسيل فيلدر على موقعبيزبول رفرنس.كوم (الدوري الثانوي) (الإنجليزية)
- سيسيل فيلدر على موقع إي إس بي إن.كوم (أم.أل.بي) (الإنجليزية)
- سيسيل فيلدر على موقع مشجعي الرسوم البيانية (الإنجليزية)
- سيسيل فيلدر على موقع إن إن دي بي (الإنجليزية)